# (6610) Burwitz
(6610) Burwitz es un asteroide perteneciente al cinturón de asteroides, región del sistema solar que se encuentra entre las órbitas de Marte y Júpiter.
Fue descubierto el 28 de enero de 1993 por Akira Natori y Takeshi Urata desde la estación Yakiimo.

## Designación y nombre
Designado provisionalmente como 1993 BL3, fue nombrado  por Vadim  Burwitz (n. 1965) quien estudia cometas, planetas, estrellas, enanas blancas, estrellas de neutrones y núcleos galácticos activos en el Instituto Max Planck de Física Extraterrestre. También participa en la calibración de experimentos a bordo de satélites de rayos X y ha establecido programas de monitoreo óptico para el descubrimiento de novas en M31.

## Características orbitales
Burwitz está situado a una distancia media del Sol de 2,291 ua, pudiendo alejarse hasta 2,685 ua y acercarse hasta 1,898 ua. Su excentricidad es 0,172 y la inclinación orbital 7,897 grados. Emplea 1266,73 días en completar una órbita alrededor del Sol.

## Características físicas
La magnitud absoluta de Burwitz es 13,25. Tiene 5,187 km de diámetro y su albedo se estima en 0,369.